# ヌットサラ・トムコム
ヌットサラ・トムコム（Nootsara Tomkom, 1985年7月7日 - ）は、タイの女子バレーボール選手。タイ王国代表。

## 来歴
もともとはアタッカーで、170cmという比較的小柄な体格ながら活躍を見せていた。しかし、手元の技術がコーチの目にとまったことからセッターに転向した。ユースの試合に出場するにつれて、引退した前代表セッターの後継として協会から白羽の矢が立った。イタリアで開かれたワールドグランプリ2003では、初スタメンながらわずか2度目の世界大会であるチームを9位へと導いた。
2004年のアテネオリンピック世界最終予選でもレギュラーセッターとして活躍。セッターランキングで日本の竹下佳江に継ぐ2位に入った（セット率5.95）。本大会出場はならなかったものの、チームの5位（8カ国中）に貢献。
ワールドカップ2007ではタイ・日本戦を中継したフジテレビが「（竹下とヌットサラの）セッター対決」と評するなど、その注目を集めた。大会通算のセッターランキングでも5位に入った。
2007年と2008年のアジアクラブ選手権でベストセッター賞を受賞した。2009年のアジア選手権では同国を初優勝へ導き、同大会でベストセッター賞に輝いた。また、同年のワールドグランドチャンピオンズカップへも初出場した。2010年の第2回アジアカップでもベストセッター賞を受賞し、銀メダルを獲得する。同年に日本で開催された世界選手権に出場した。
2011年のワールドグランプリでは初の決勝ラウンド進出を果たし6位入賞の原動力となった。
セッターとしての評価は高く、タイ代表の繰り出す多彩な攻撃を支えている。代表の近年の躍進においてセンターのプルームジット・ティンカオと並び、中心的な役割を果たしている。「二枚換え」という戦術の関係で控えセッターと代わることも多いが、攻撃重視のチーム方針によるところが大きい。
2023年、ダイヤモンドフード・ファインシェフの選手としてアジアクラブ選手権に出場し、ベストセッター賞を受賞した。

## 所属チーム
- Kamphaeng Phet（2006年）
- IBSA Club（2007-2008年）
- Kanti Schaffhausen（2008-2010年）
- Federbrau（2009-2010年）
- Kathu Phuket（2010-2011年）
- アゼルレイル・バクー（2010-2012年）
- イトゥサチ・バクー（2012-2013年）
- ラビタ・バクー（2013-2015年）
- アゼルレイル・バクー（2015-2016年）
- フェネルバフチェ（2016-2018年）
- ナコンラチャシマ（2018-2020年）
- ダイヤモンドフード（英語版）（2020-2023年）
- アスリーツ・アンリミテッド（2021-2022年、2023-2024年）
- サンディエゴ・モジョ（英語版）（2024年-）

## 球歴
- ワールドカップ - 2007年

- 世界選手権 - 2010年

## 受賞歴
- 2023年 - アジアクラブ選手権 ベストセッター賞